# Pirapozinho (ort)
Pirapozinho är en ort i Brasilien.   Den ligger i kommunen Pirapozinho och delstaten São Paulo, i den södra delen av landet, 800 km sydväst om huvudstaden Brasília. Pirapozinho ligger 491 meter över havet och antalet invånare är 21 709.
Terrängen runt Pirapozinho är huvudsakligen platt. Pirapozinho ligger uppe på en höjd. Pirapozinho är det största samhället i trakten.
Trakten runt Pirapozinho består i huvudsak av gräsmarker. Runt Pirapozinho är det glesbefolkat, med 10 invånare per kvadratkilometer.